# Александар Шорников
Александар Сергејевич Шорников (рус. Александр Сергеевич Шорников; Вјазник, Владимирска губернија, 31. октобар 1912 — Москва, 18. новембар 1983), пилот, потпуковник Црвене армије, Херој Совјетског Савеза и народни херој Југославије.

## Биографија
Рођен је 31. октобра 1912. године у радничком насељу Јарчеву, код Вјазника у Владимирској области. Потиче из радничке породице. Од 1928. до 1930. године похађао је школу ученика у привреди, и запослио се као калфа у Текстилној фабрици. Године 1931. као члан Комсомола послат је у авијатичарску школу цивилног ваздухопловства, коју је завршио 1933, стекавши звање пилота. До почетка Другог светског рата летео је на линијама цивилног ваздухопловства у Закавказју, а касније у Грузији. Тамо је, у својству пилота-капетана, а затим команданта тренерског одреда стекао велико летачко искуство у брдовитим пределима.
Од почетка Великог отаџбинског рата, јуна 1941. године, Александар Шорников се налазио у авио-транспортној дивизији Ратног ваздухоплоства Црвене армије и успешно је извршавао све сложене задатке у командовању. Године 1943. формирана је борбена посада војног транспортног авиона коју су чинили: Александар Шорников - пилот-капетан; Борис Калинкин - други пилот; Павел Јакимов - навигатор; Иван Галактионов - инжењер; Николај Вердеревски - радио-телеграфист. Јануара 1944. године, ова посада добила је задатак да у Југославију пребаци, ваздушним путем, Совјетску војну мисију у НОВЈ, на челу с генерал-лајтантом Николајем Корнејевим. Тада је требало обавити лет из Москве у Техеран, а затим, преко планинских венаца Азије, пустиње северне Африке и Средоземног мора у Бари (Италија), одакле су чланови мисије били једрилицама пребачени на Медено поље, код Босанског Петровца.
Марта 1944. године, авион којим је управљао гардијски мајор Александар Шорников први пут је у току Народноослободилачког рата атерирао на снегом покривеној пољани, високо у брдима, на подручју Меденог поља. У току 1944. године, Александар је са својом посадом извршио укупно више од четрдесет ноћних летова у Југославију. Допремао је борцима Народноослободилачке војске и партизанских одреда Југославије совјетско оружје, муницију, храну и превозио рањенике из подручја ратних операција у Италију.
После десанта на Дрвар, 25. маја 1944. године, совјетска Команда поверила је Александру Шорникову задатак да пребаци руководство Народноослободилачког покрета Југославије, на челу с маршалом Јосипом Брозом Титом, у Бари. У ноћи 4. јуна 1944. године, по невремену, Александар и посада његовог авиона, измакавши немачкој приобалној противавионској одбрани, атерирали су на импровизираном аеродрому на Купрешком пољу, укрцали групу чланова ЦК КПЈ, Врховног штаба НОВ и ПОЈ, Националног комитета ослобођења Југославије, Председништва АВНОЈ-а, руководство совјетске и англоамеричке мисије, и пребацили их у Бари. Исте ноћи, по наређењу начелника Совјетске војне мисије, Шорников је други пут слетио на Купрешко поље, и пребацио још двадесет људи.
Указом Президијума Врховног совјета Совјетског Савеза, од 20. јуна 1944. године, за узорно извршење специјалног задатка совјетске команде, гардијски мајор Александар Шорников и чланови посаде његовог авиона, гардијски капетан Борис Калинкин и Павел Јакимов, проглашени су Херојима Совјетског Савеза. Гардијски инжењеријски капетан Иван Галактионов и гардијски обер-лајтнант Николај Вердеревски одликовани су Орденом Лењина.
На једној од својих редовних седница на острву Вису, Председништво Антифашистичког већа народног ослобођења Југославије, 25. септембра 1944. године, донело је Указ о одликовању Александра Шорникова, Бориса Калинкина и Павела Јакимова Орденом народног хероја. Истим указом Иван Галактионов и Николај Вердеревски одликовани су Орденом партизанске звезде другог реда. Ордени су им уручени у ослобођеном Београду, октобра 1944. године. Од ослобођења Београда, октобра 1944. па до дефинитивне победе над фашизмом, маја 1945. године, авион Александра Шорникова стајао је на располагању Врховном штабу НОВ и ПОЈ и руководству Народноослободилачког покрета.
После завршетка рата, Александар Шорников је остао у Ратном ваздухопловству Совјетског Савеза. Године 1953. је завршио Виши официрски летачко-тактички курс, а 1958. је унапређен у чин потпуковника. Године 1959. је демобилисан и прешао је у цивилно ваздухопловство. После је радио у Министарству цивилне авијације. Умро је у Москви 18. новембра 1983. године. Сахрањен је на московском гробљу Новодевичје у Алеји хероја.
Поред звања Хероја Совјетског Савеза и народног хероја Југославије, Александар Шорников је још одликован Орденом Лењина, три Ордена црвене заставе и Орденом црвене звезде.